# Moussoro Kabirou
Moussoro Kabirou Moubang (Douala, 1º settembre 1983) è un ex calciatore beninese, di ruolo centrocampista.

## Carriera

### Club
Ha cominciato a giocare al Kadji S.A.. Nel gennaio 2000 è passato dal Valencia Mestalla. Nell'estate 2000 è stato acquistato dal Pau. Nel 2005 si è trasferito al Martigues. Nel 2005 è stato acquistato dal St-Pryvé St-Hilarie. Nel 2006 è passato al Viry-Châtillon. Nel 2007 si è trasferito al Saint-Armand-Montrond, con cui ha concluso la propria carriera nel 2008.

### Nazionale
Ha debuttato in Nazionale il 15 febbraio 2003, nell'amichevole Benin-Ghana (1-0). Ha messo a segno la sua prima rete con la maglia della Nazionale il 22 giugno 2003, in Tanzania-Benin (0-1), in cui ha siglato la rete del definitivo 0-1 al minuto 66. Ha partecipato, con la Nazionale, alla Coppa d'Africa 2004. Ha collezionato in totale, con la maglia della Nazionale, 9 presenze e una rete.